# Alfred Gudelius
Alfred Gudelius (* 21. August 1906 in Münster; † 25. März 1944 bei Tarnopol, Ukraine) war ein deutscher Heeresoffizier bei der Infanterie.

## Leben
Gudelius trat am 25. Oktober 1925 an der Höheren Polizeischule der Landespolizei in Münster-Aaseestadt ein (heute Landesamt für Ausbildung, Fortbildung und Personalangelegenheiten).
Ab 1936 gehörte er als Hauptmann und Kompaniechef zum Infanterie-Regiment 39 in Düsseldorf. Als Kompaniechef im Danziger Infanterie-Regiment 1, ehemals Landespolizei-Regiment 1, bei der Gruppe Eberhardt, der späteren 60. Infanterie-Division, nahm er am Überfall auf Polen teil und erhielt 1939 das Eiserne Kreuz II. Klasse verliehen. Ab Spätherbst 1939 diente er als Kompaniechef im Schützen-Regiment 14 der 5. Panzer-Division in Oppeln. Sein Einsatz im Westfeldzug wurde mit Verleihung des Eisernen Kreuzes I. Klasse gewürdigt. Auch am Balkanfeldzug nahm er teil. Ab Herbst 1941 führte er im Krieg gegen die Sowjetunion in der Heeresgruppe Mitte als Major und Kommandeur das II. Bataillon des Schützen-Regiments 14 bei der 5. Panzer-Division.
Für seinen Einsatz beim Angriff auf Moskau wurde er am 13. November 1941 als erster Angehöriger der 5. Panzer-Division mit dem Deutschen Kreuz in Gold ausgezeichnet. Am 10. Februar 1942 erhielt er für seine Einsätze mit der Kampfgruppe „Gudelius“ bei den Abwehrkämpfen um Wjasma als dritter Offizier der 5. Panzer-Division das Ritterkreuz des Eisernen Kreuzes.
Nach Verwundung im März 1942 und einer nachfolgenden Verwendung beim Chef der Heeresrüstung im Oberkommando des Heeres (OKH) kam er im März 1944 erneut an die Ostfront. Diesmal war er in der Heeresgruppe Süd als Kommandeur des Panzergrenadier-Regiments 8, auch Grenadier-Regiments „Gudelius“, bei der 8. Panzer-Division eingesetzt. Oberstleutnant Gudelius fiel dort bei einem Entlastungsangriff auf den „Festen Platz“ Tarnopol. Rückwirkend zum 1. März 1944 wurde er zum Oberst befördert.
Alfred Gudelius war ab 1935 mit Elisabeth Emilie Bertha Schutte (1915–2011) verheiratet. Sein Sohn Jost Gudelius (* 1942) wurde später auch Oberst bei der Bundeswehr.